# Nikolai Tishchenko
 (janvier 2024).
Si vous disposez d'ouvrages ou d'articles de référence ou si vous connaissez des sites web de qualité traitant du thème abordé ici, merci de compléter l'article en donnant les références utiles à sa vérifiabilité et en les liant à la section « Notes et références ».
Pour les articles homonymes, voir Tichtchenko.
Nikolai Tishchenko (en russe : Николай Иванович Тищенко, Nikolaï Ivanovitch Tichtchenko) (né le 10 décembre 1926 à Lioublino et mort le 10 mai 1981 à Moscou) est un footballeur soviétique ayant joué au Spartak Moscou durant l'ensemble de sa carrière et remporté la médaille d'or avec son équipe nationale lors des Jeux olympiques d'été de 1956.

## Carrière

### Club
Tishchenko commence sa carrière au Spartak Moscou lors de la saison 1951 qui s'achève par une triste sixième place en championnat. Nikolai n'attend pas longtemps car il remporte ses premiers titres de champion d'URSS en 1952 et 1953. Il remporte deux autres fois ce titre et ne finira durant sa carrière que dans le trio de tête du championnat avec Moscou. En 1957, il est nommé dans la liste des 33 meilleurs joueurs soviétiques de la saison.

### Équipe nationale
Le 1er août 1954, Tishchenko dispute son premier match en sélection dans un match amical contre la Suède (1-1). Il dispute onze autres matchs, participant à l'épopée aux Jeux olympiques de Melbourne de 1956. Mais le 5 décembre 1956, il se casse la clavicule dans la demi-finale des J.O. contre la Bulgarie et est obligé de finir le match car les remplacements n'étaient pas encore autorisé.

## Statistiques
| Saison                | Club                  | Championnat           | Championnat | Championnat | Coupe(s) nationale(s) | Coupe(s) nationale(s) | Total | Total |
| Saison                | Club                  | Division              | M.          | B.          | M.                    | B.                    | M.    | B.    |
| 1951                  | Spartak Moscou        | D1                    | 23          | 0           | 4                     | 0                     | 27    | 0     |
| 1952                  | Spartak Moscou        | D1                    | 9           | 0           | 10                    | 0                     | 19    | 0     |
| 1953                  | Spartak Moscou        | D1                    | 20          | 0           | 1                     | 0                     | 21    | 0     |
| 1954                  | Spartak Moscou        | D1                    | 12          | 0           | 2                     | 0                     | 14    | 0     |
| 1955                  | Spartak Moscou        | D1                    | 8           | 0           | -                     | -                     | 8     | 0     |
| 1956                  | Spartak Moscou        | D1                    | 16          | 0           | -                     | -                     | 16    | 0     |
| 1957                  | Spartak Moscou        | D1                    | 14          | 0           | 2                     | 0                     | 16    | 0     |
| 1958                  | Spartak Moscou        | D1                    | 4           | 0           | -                     | -                     | 4     | 0     |
| Total sur la carrière | Total sur la carrière | Total sur la carrière | 106         | 0           | 19                    | 0                     | 125   | 0     |

## Palmarès
Spartak Moscou
- Champion d'Union soviétique en 1952, 1953, 1956 et 1958.

 Union soviétique
- Champion olympique en 1956.